# Calospila
Calospila es un género de mariposas de la familia Riodinidae.

## Descripción
La especie tipo es Calospila thermodoe Geyer, 1832, según designación posterior realizada por Scudder en 1875.

## Diversidad
Existen 33 especies reconocidas en el género, todas ellas tienen distribución neotropical.

## Plantas hospederas
Las especies del género Calospila se alimentan de plantas de la familia Malpighiaceae. Las plantas hospederas reportadas incluyen los géneros Stigmaphyllon.

## Especies
- C. antonii
- C. asteria
- C. byzeres
- C. candace
- C. cerealis
- C. cilissa
- C. cuprea
- C. emylius
- C. eupolemia
- C. fannia
- C. gallardi
- C. gyges
- C. hemileuca
- C. idmon
- C. irene
- C. latona
- C. lucetia
- C. lucianus
- C. maeon
- C. maeonoides
- C. martialis
- C. napoensis
- C. overali
- C. parthaon
- C. pelarge
- C. pirene
- C. rhesa
- C. rhodope
- C. satyroides
- C. siaka
- C. simplaris
- C. thara
- C. zeanger